# My Song (álbum)
My song es un álbum de estudio del músico de jazz Keith Jarret, lanzado en 1978 por la casa ECM. Es el segundo álbum del denominado 'Cuarteto europeo' de Jarrett, con Jan Garbarek, Palle Danielsson y Jon Christensen (el primero fue Belonging de 1974). Junto con sus conciertos para piano solo y los 'standars' con su 'Cuarteto americano' es, sin duda, uno de sus mejores trabajos. De gran intensidad, las melodías beben del folk, de la música clásica y del jazz, con armonías aparentemente sencillas y ritmos binarios con algo de sabor caribeño, no tan simples como puedan parecer a primera vista. Único, emocionante, intenso, mágico, música para el espíritu y el alma.
«Questar» abre este conjunto de seis composiciones originales de Jarrett, que despliega un altar para el saxo de Jan Garbarek, que dialoga con las invocaciones principales de Jarrett en una fórmula que impregna el resto del álbum. En «My song» nos encontramos con una invocación triste y majestuosa, que ensancha el abrazo entre los músicos. El tono agradablemente incisivo de Garbarek funciona de maravilla y continúa liderando el camino en «Tabarka», donde la nostalgia comparte su viaje con sombras llenas de resolución. En «Country» los músicos protegen y envuelven el maravilloso solo de Palle Danielsson en el contrabajo.
Jarrett cultiva el talento de sus compañeros en un jardín lleno de híbridos únicos. Mientras que su mano izquierda está firmemente arraigado en el suelo de su sección rítmica, su mano derecha parece divertirse con la lluvia que pasa del estado líquido al gaseoso y de nuevo a líquido, en un ciclo perpetuo de autorenovación. Parece nada menos que la perfección, participando de esta expresión colectiva de la pasión. Las dispersiones de colores de su solo en «Mandala», por ejemplo, se apoyan aún más en la inspirada sección rítmica, que lo respalda en cada paso del camino. Durante los picos de intensidad de Jarrett, Garbarek arquea la espalda como una llamarada solar, un látigo en silencio a través del espacio-tiempo en cámara lenta, con regustos a los frondosos campos noruegos. Durante otro rico solo de bajo, Jarrett arranca las cuerdas dentro de su piano como si fuera a calmar la epifanía. Después de este chorro palpable de energía, «The Journey Home» da un suspiro de alivio y ofrece algunos de los más hermosos surcos del disco de Jarrett. Fluida como «My song», su voz toma la luz del sol. Para no ser menos, Garbarek coincide con esta agudeza elegíaca y suena junto a un exigente piano de forma emotiva, consoladora, pero también insistente.
Músicos unidos por la confianza, que se expresan con cada giro de las frases que pronuncian, en un álbum que ha quedado como uno de los momentos más impresionantes del sello ECM en los años setenta.

## Críticas
La crítica de Allmusic de Scott Yanow daba al álbum 4,5 estrellas indicando que «debido a la popularidad de la inquietante 'My Song', este disco es el más conocido de las colaboraciones Jarrett-Garbarek y es la reunión más gratificante que tuvieron. Jarrett contribuyó con las seis composiciones, con resultados son relajados y introspectivos, pero llenos de tensión interna».

## Lista de canciones
| N.º | Título             | Escritor(es) | Duración |  |
| 1.  | «Questar»          | Keith Jarret | 9:10     |  |
| 2.  | «My Song»          | Keith Jarret | 6:09     |  |
| 3.  | «Tabarka»          | Keith Jarret | 9:11     |  |
| 4.  | «Country»          | Keith Jarret | 5:00     |  |
| 5.  | «Mandala»          | Keith Jarret | 8:17     |  |
| 6.  | «The Journey Home» | Keith Jarret | 10:33    |  |

## Créditos
- Keith Jarrett: piano, percusión
- Jan Garbarek: saxo tenor y soprano
- Palle Danielsson: contrabajo
- Jon Christensen: batería

- Estudio de grabación: Talent Studio, Oslo
- Publicación: Cavelight Music
- Ingeniero: Jan Erik Kongshaug
- Layout: B. Wojirsch
- Fotografías: Roberto Masotti